# خايرو فيليز
خايرو فيليز هو لاعب كرة قدم إكوادوري في مركز الهجوم، ولد في 21 أبريل 1995 في كانتون كارمن في الإكوادور. شارك مع منتخب الإكوادور تحت 20 سنة لكرة القدم. أما مع النوادي، فقد لعب مع فيليز سارسفيلد.

## وصلات خارجية
- خايرو فيليز على موقع قاعدة بيانات كرة القدم.إي يو (الإنجليزية)
- خايرو فيليز على موقع Soccerway.com (الإنجليزية)